# VPro
Intel vPro - technologia wprowadzona przez firmę Intel, przeznaczona do pomocy serwisom komputerowym lub serwisantom.
Jest to zestaw funkcji wbudowanych w płytę główną komputera i innych podzespołów zgodnych z vPro. Stanowi kombinację technologii zawartych w procesorze, usprawnień sprzętowych, funkcji zarządzających i zabezpieczających. Technologia pozwala na udostępnianie informacji o komputerze, czyli jego podzespołach i oprogramowaniu. Możliwy jest zdalny dostęp do komputera wliczając monitoring, sterowanie nim, konserwację niezależnie od stanu systemu operacyjnego nawet wtedy, gdy komputer jest wyłączony. Jedynym tego warunkiem jest podłączenie do sieci komputerowej oraz do zasilania.